# 푸조 3008
푸조 3008은 프랑스 자동차 회사 푸조가 생산, 판매하는 준중형 SUV이다.

## 1세대

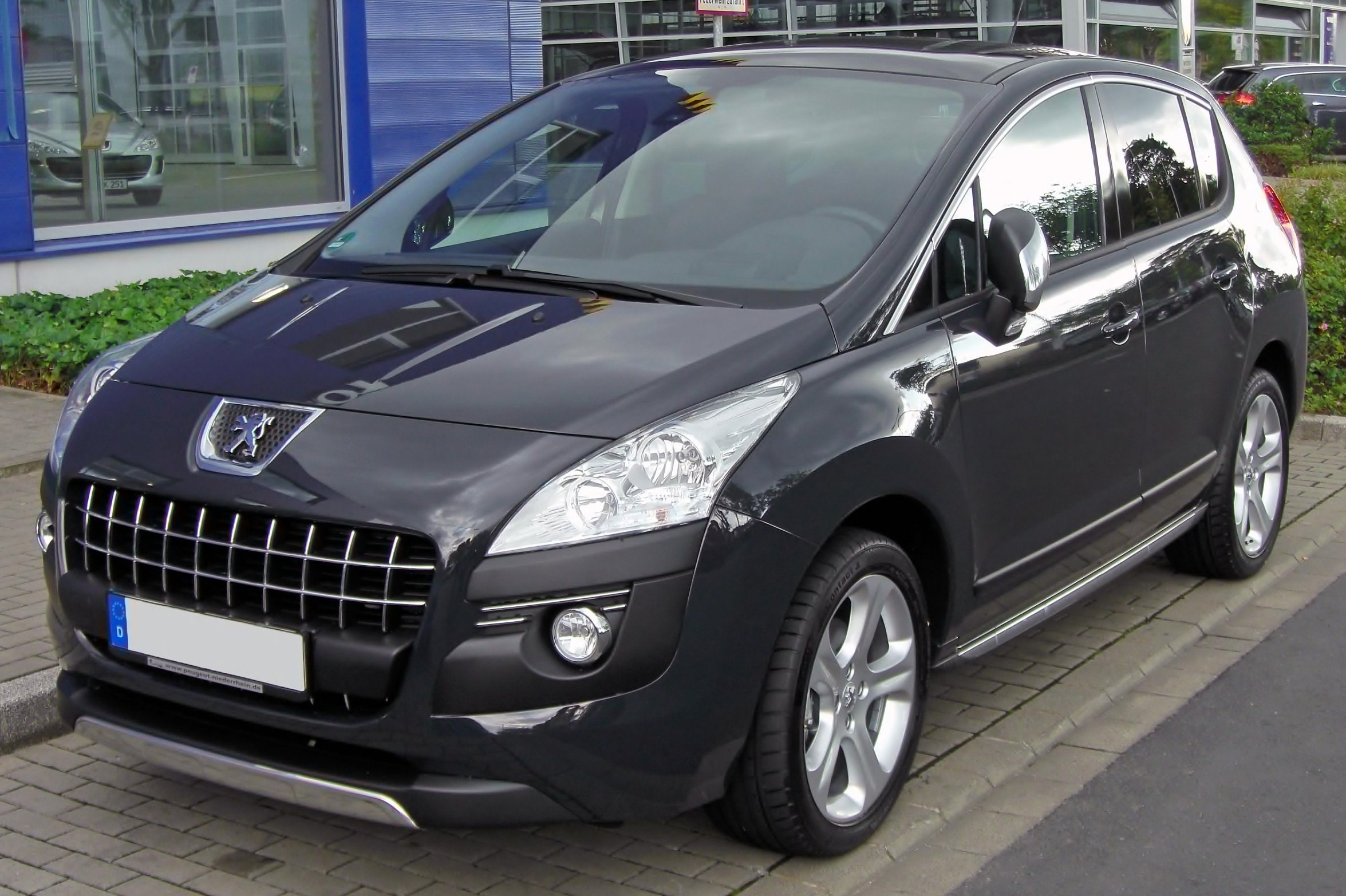
푸조 3008(전기형) 정측면

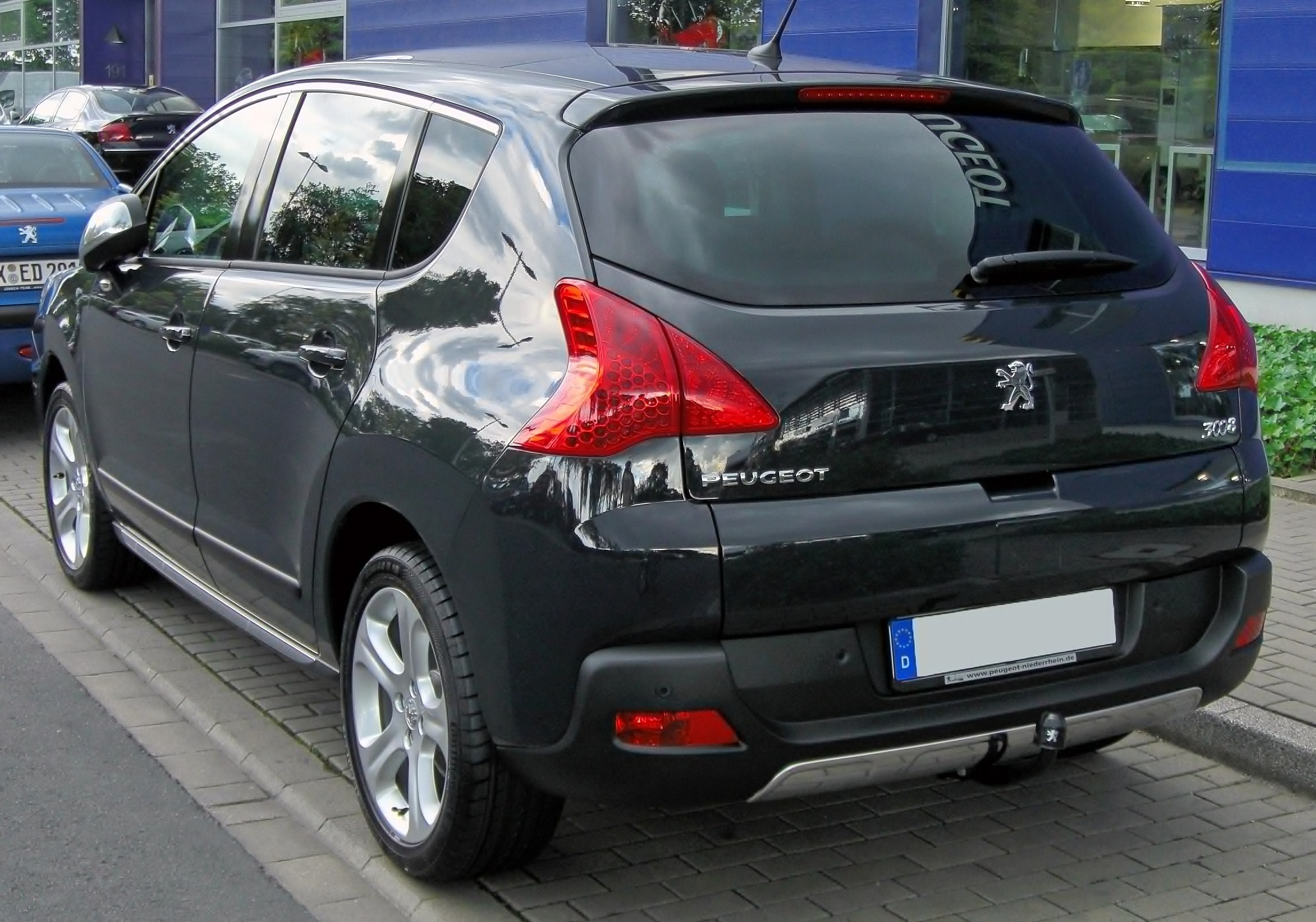
푸조 3008(전기형) 후측면

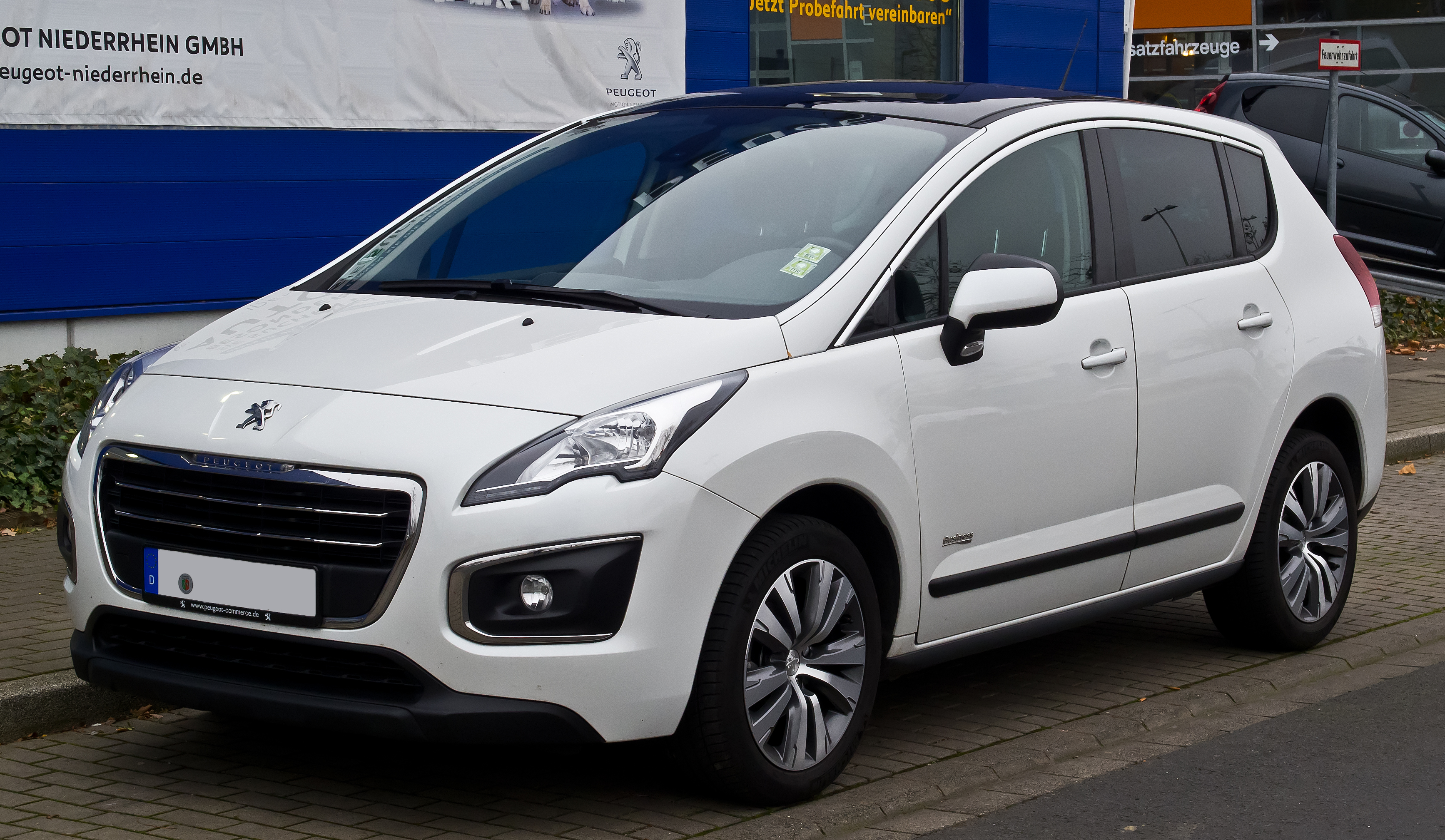
푸조 3008(후기형) 정측면

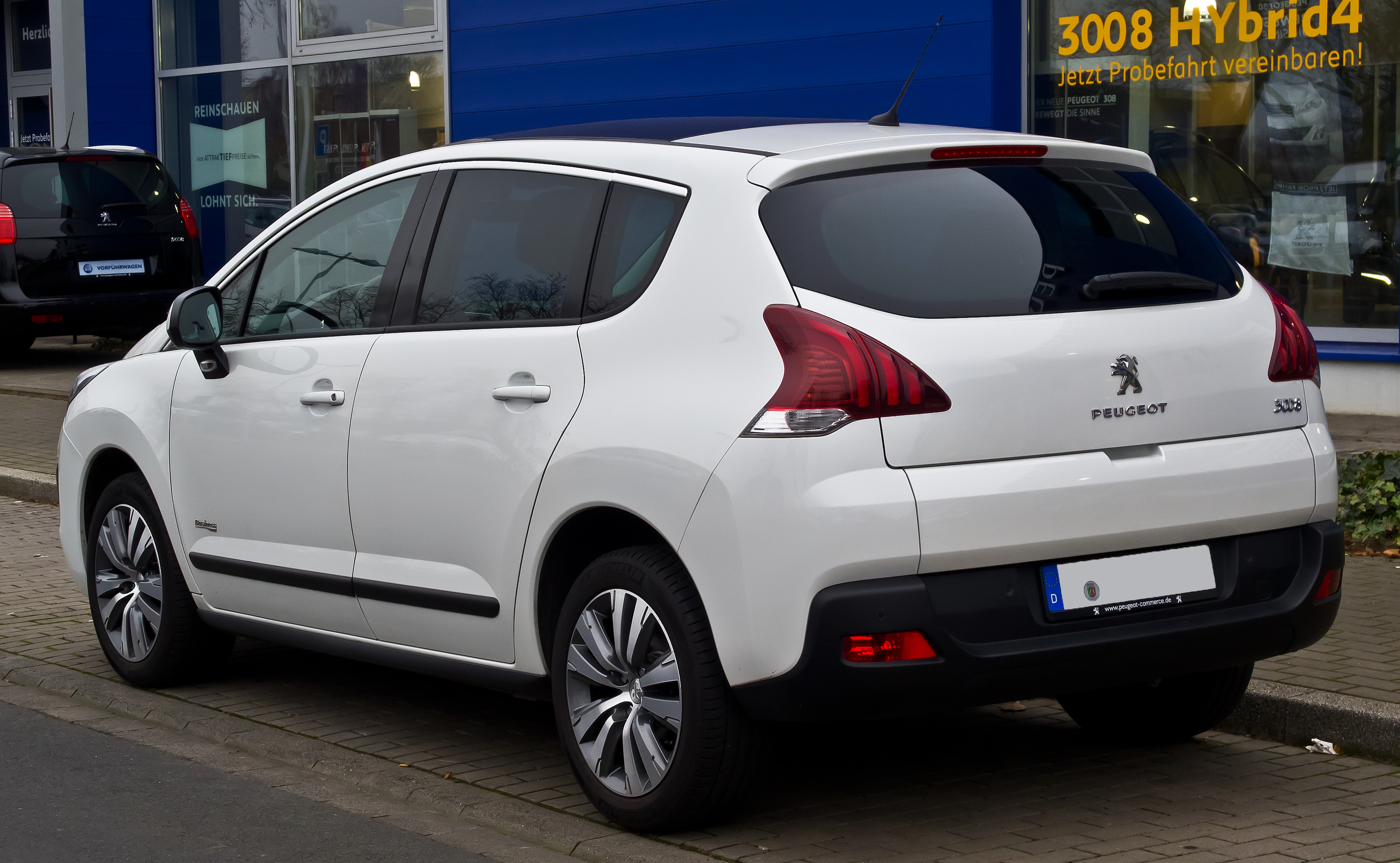
푸조 3008(후기형) 후측면

2008년에 공개되었고, 2009년에 출시되었다. 대한민국에서는 2010년 4월부터 수입되었다. 2013년에 페이스리프트를 거쳤다. CUV 스타일이 특징이다.

## 2세대

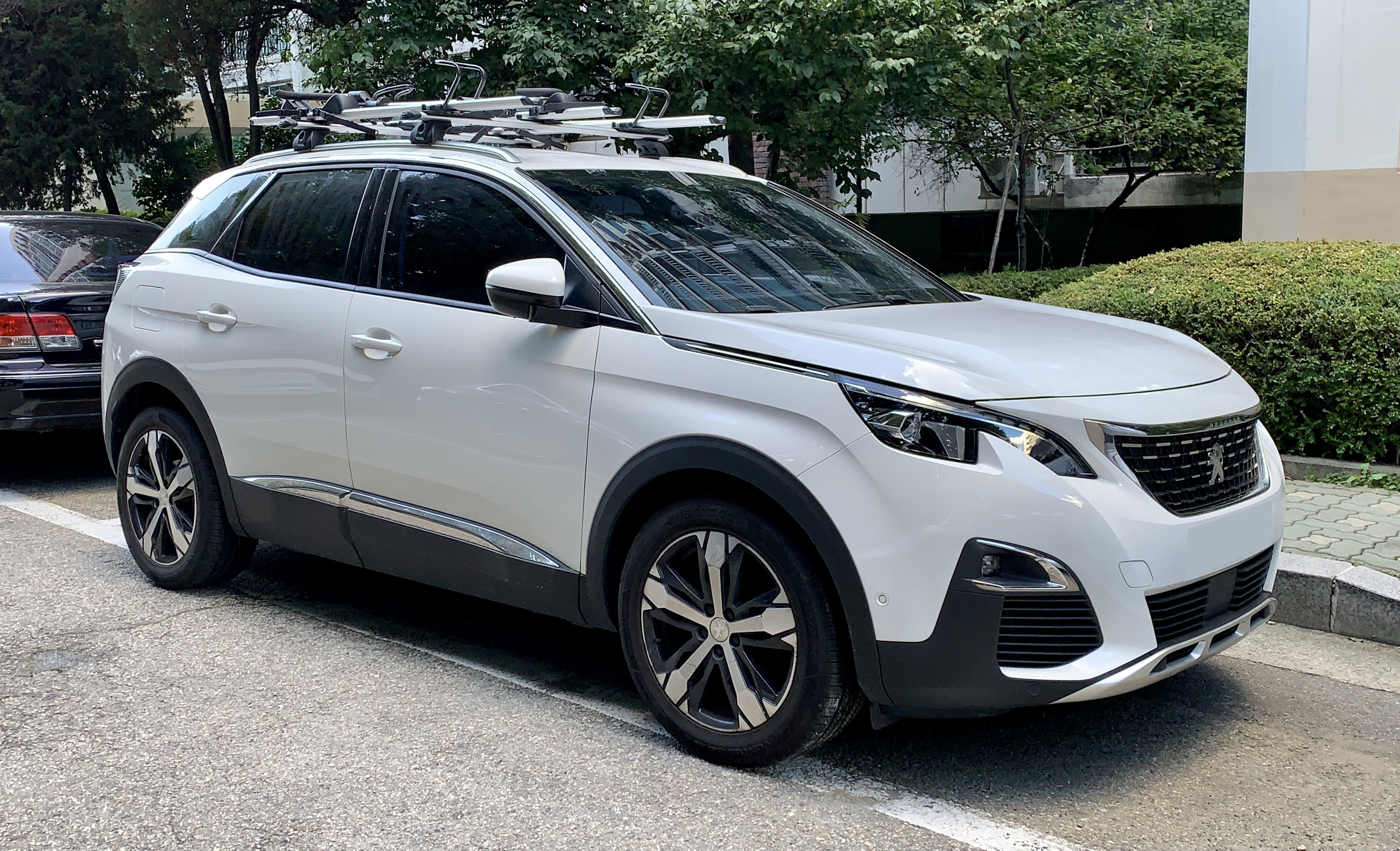
푸조 3008(전기형) 정측면

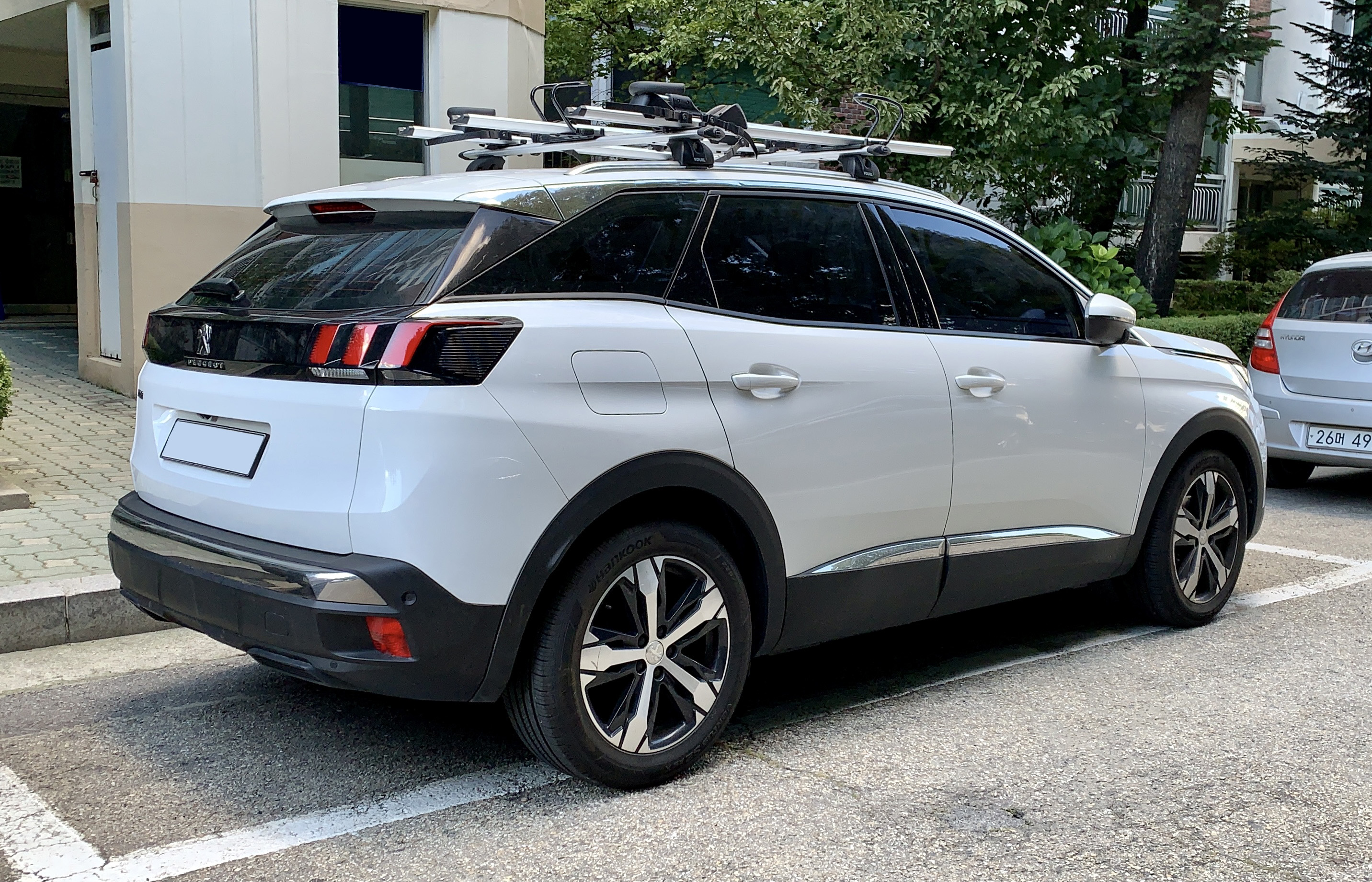
푸조 3008(전기형) 후측면

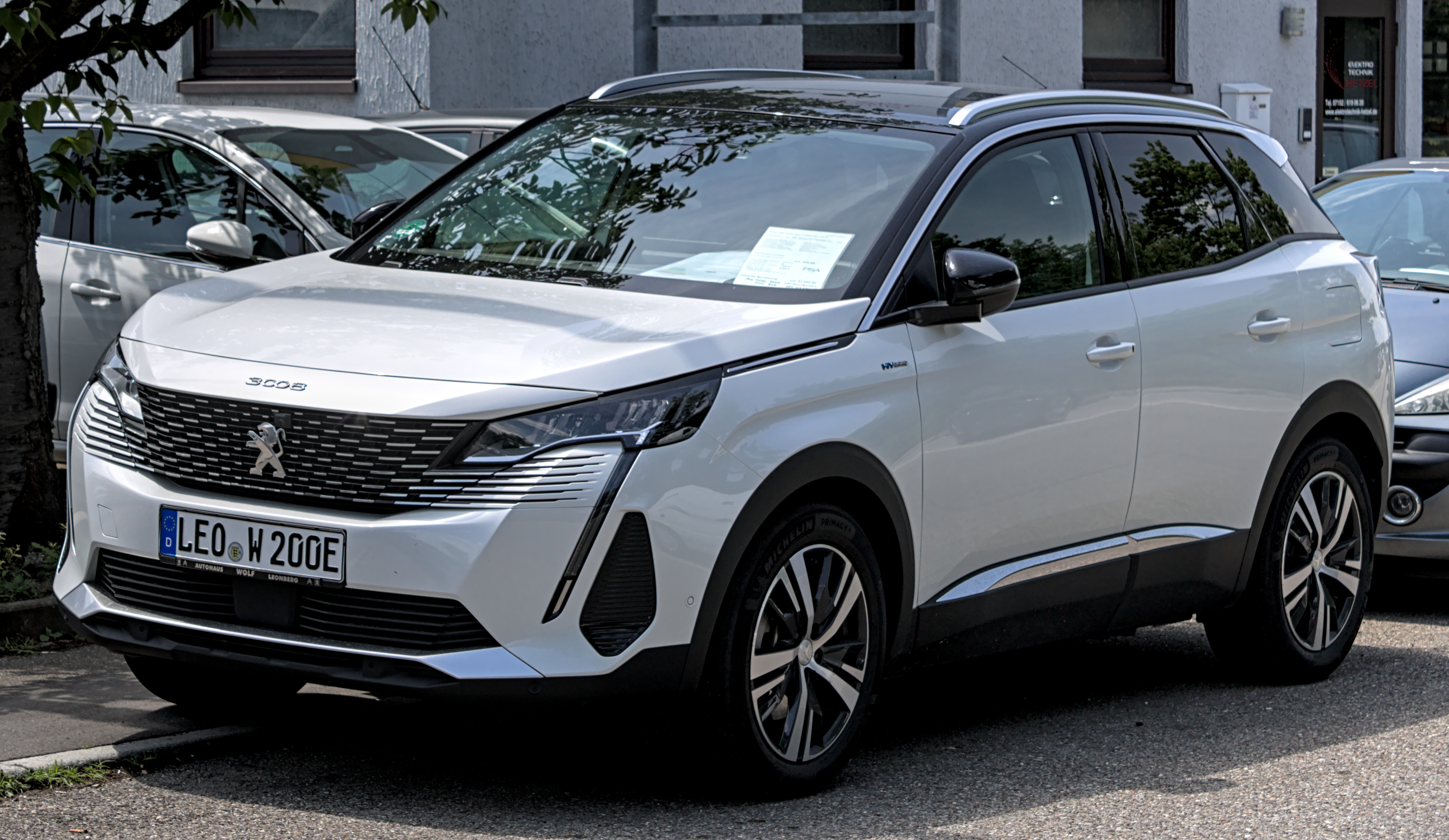
푸조 3008(후기형) 정측면

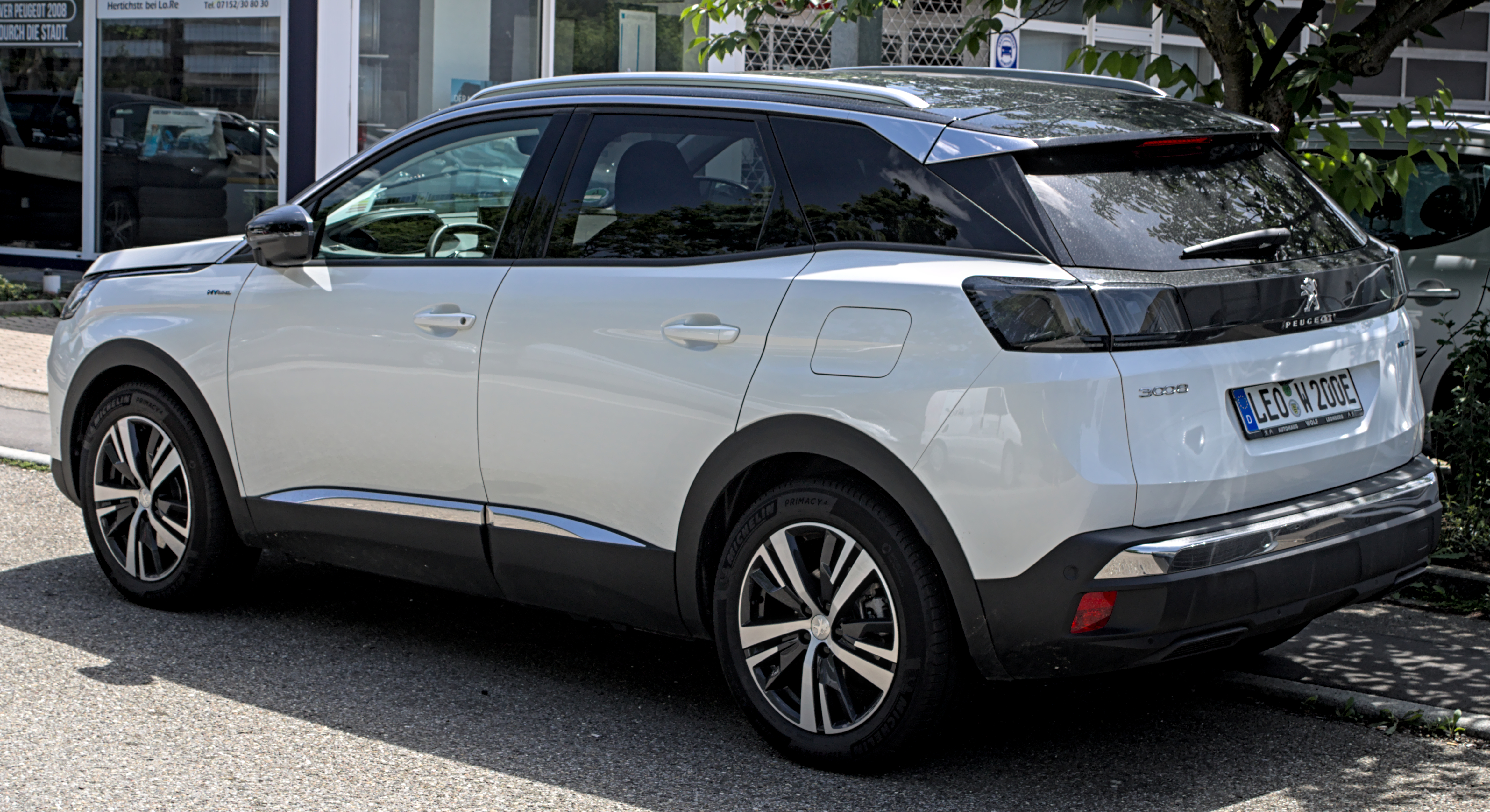
푸조 3008(후기형) 후측면

2016년 10월에 파리모터쇼를 통해 공개되었고, 2017년 출시되었다. 보다 남성적로 변해 SUV 스타일로 탈바꿈했다. 2020년 9월에 페이스리프트를 거쳤다.